# Code 46
Code 46 is een Britse sciencefictionfilm uit 2004.

## Rolverdeling
| Acteur            | Personage             |
| ----------------- | --------------------- |
| Tim Robbins       | William Geld          |
| Samantha Morton   | Maria Gonzales        |
| Jeanne Balibar    | Sylvie                |
| Om Puri           | Bahkland              |
| Nina Wadia        | Hospital Receptionist |
| Nabil Elouahabi   | Vendor                |
| Togo Igawa        | Driver                |
| Natalie Mendoza   | Sphinx Receptionist   |
| Emil Marwa        | Mohan                 |
| Nina Fog          | Wole                  |
| Sarah Backhouse   | Weather Girl          |
| Jonathan Ibbotson | Boxer                 |